# Günter Hädrich
Günter Hädrich (* 27. Februar 1941) ist ein ehemaliger deutscher Politiker (SED). Er war von November 1989 bis Juni 1990 amtierender Oberbürgermeister der Stadt Leipzig.

## Leben
Hädrich absolvierte ein Studium am Leningrader Elektrotechnischen Institut, das er als Diplom-Ingenieur abschloss. Danach arbeitete er zunächst im VEB Galvanotechnik Leipzig. Er trat der SED bei und wurde 1974 zum Stadtbezirksrat für Planung im Leipziger Stadtbezirk Nordost ernannt. Gleichzeitig war er von 1974 bis 1989 Mitglied des Sekretariats der SED-Stadtbezirksleitung Leipzig-Nordost. 1979 wurde Hädrich Sekretär für Wirtschaftspolitik der SED-Stadtbezirksleitung Nordost. Ab Dezember 1981 war er Stadtbezirksbürgermeister des Stadtbezirks Nordost. 
Hädrich war seit der Kommunalwahl im Mai 1989 als stellvertretender Oberbürgermeister der Stadt Leipzig und Vorsitzender der Stadtplankommission tätig. Nach dem Rücktritt des Oberbürgermeisters Bernd Seidel am 3. November 1989 wurde er vom Rat der Stadt mit der Führung der Amtsgeschäfte beauftragt. Hädrich erklärte bald darauf seinen Austritt aus der SED. Nach der Auflösung der Leipziger Stadtverordnetenversammlung am 26. Januar 1990 aufgrund des zugegebenen Wahlbetruges durch den inhaftierten ehemaligen Oberbürgermeister Bernd Seidel und der damit fehlenden Legitimation der Abgeordneten, arbeitete der Rat der Stadt unter Hädrich geschäftsführend weiter. Er amtierte bis zum 4. Juni 1990 als Oberbürgermeister der Stadt Leipzig. 
Nach der Neuwahl des Oberbürgermeisters und dem Amtsantritt von Hinrich Lehmann-Grube schied Hädrich aus dem Amt. Anschließend war er vom 7. Juni 1990 bis zum 30. Juni 1993 Amtsleiter der Leipziger Stadtkämmerei. 